# مونته رز (آرکانزاس)
مونته رز (آرکانزاس) (به انگلیسی: Montrose, Arkansas) یک شهر در ایالات متحده آمریکا با جمعیت ۳۵۴ نفر است که در آرکانزاس واقع شده‌است.

## موقعیت جغرافیایی
موقعیت جغرافیایی شهرها و مناطق اطراف به شرح زیر است: